# Sportowe ratownictwo wodne na World Games 2017 – pływanie z przeszkodami na 200 m mężczyzn
Pływanie z przeszkodami na 200 m mężczyzn – jedna z konkurencji sportowego ratownictwa wodnego rozgrywanych podczas World Games 2017 we Wrocławiu. 
Eliminacje i finał rozegrane zostały 21 lipca. Zawody odbyły się na pływalni w Hala "Orbita".
Złoty medal zdobył Australijczyk Bradley Woodward z czasem 1:55,03, srebrny medal - Włoch Federico Gilardi, natomiast brązowy medal - Nowozelandczyk Steven Kent.

## Rekordy
Przed rozpoczęciem World Games 2017 obowiązywały następujące rekordy:
| Rekord świata      | Steven Kent (NZL)  | 1:53,33 | Montpellier | 17.09.2014 |
| Rekord World Games | Zheng Enjian (CHN) | 1:55,01 | Kaohsiung   | 23.07.2009 |

## Terminarz
| Data          | Godzina (UTC+2)   | Wydarzenie             |
| ------------- | ----------------- | ---------------------- |
| 21 lipca 2017 | 10:15 10:20 10:25 | Wyścigi kwalifikacyjne |
| 21 lipca 2017 | 19:05             | Finał                  |

## Wyniki

### Kwalifikacje

#### Wyścig 1
Godzina: 10:15
| Poz. | Imię i nazwisko      | Narodowość    | Tor | Reakcja | Wynik   | Uwagi | Kwal. |
| ---- | -------------------- | ------------- | --- | ------- | ------- | ----- | ----- |
| 1    | Federico Gilardi     | Włochy        | 4   | 0,74    | 1:57,55 |       | Q     |
| 2    | Adam Dubiel          | Polska        | 5   | 0,68    | 1:58,60 |       | Q     |
| 3    | Andrew Trembath      | Nowa Zelandia | 3   | 0,67    | 1:59,06 |       | Q     |
| 4    | Naoya Hirano         | Japonia       | 6   | 0,69    | 2:00,55 |       | R     |
| 5    | Bartosz Stanielewicz | Polska        | 2   | 0,78    | 2:01,84 |       |       |
| 6    | Wouter Baelus        | Belgia        | 7   | 0,73    | 2:10,26 |       |       |

#### Wyścig 2
Godzina: 10:20
| Poz. | Imię i nazwisko    | Narodowość | Tor | Reakcja | Wynik   | Uwagi | Kwal. |
| ---- | ------------------ | ---------- | --- | ------- | ------- | ----- | ----- |
| 1    | Bradley Woodward   | Australia  | 5   | 0,73    | 1:56,49 |       | Q     |
| 2    | Thomas Vilaceca    | Francja    | 4   | 0,65    | 1:59,21 |       | Q     |
| 3    | Jake Smith         | Australia  | 2   | 0,78    | 1:59,39 |       | R     |
| 4    | Lin Junhong        | Chiny      | 3   | 0,73    | 2:01,62 |       |       |
| 5    | Eduardo Blasco     | Hiszpania  | 6   | 0,68    | 2:03,50 |       |       |
| 6    | José Víctor García | Hiszpania  | 7   | 0,78    | 2:13,52 |       |       |
| 7    | Raf Montald        | Belgia     | 1   | 0,67    | 2:34,46 |       |       |

#### Wyścig 3
Godzina: 10:25
| Poz. | Imię i nazwisko      | Narodowość    | Tor | Reakcja | Wynik   | Uwagi | Kwal. |
| ---- | -------------------- | ------------- | --- | ------- | ------- | ----- | ----- |
| 1    | Steven Kent          | Nowa Zelandia | 4   | 0,66    | 1:56,95 |       | Q     |
| 2    | Sasha Andrea Bartolo | Włochy        | 5   | 0,74    | 1:57,75 |       | Q     |
| 3    | Suguru Ando          | Japonia       | 3   | 0,65    | 1:58,75 |       | Q     |
| 4    | Danny Wieck          | Niemcy        | 6   | 0,71    | 2:02,97 |       |       |
| 5    | Jérémy Badré         | Francja       | 2   | 0,71    | 2:04,62 |       |       |
| 6    | Liu Ziqian           | Chiny         | 1   | 0,74    | 2:04,75 |       |       |
| 7    | Joshua Perling       | Niemcy        | 7   | 0,69    | 2:12,42 |       |       |

### Finał
Godzina: 19:05
| Poz.   | Imię i nazwisko      | Narodowość    | Tor | Reakcja | Wynik   | Uwagi |
| ------ | -------------------- | ------------- | --- | ------- | ------- | ----- |
| złoto  | Bradley Woodward     | Australia     | 4   | 0,74    | 1:55,03 |       |
| srebro | Federico Gilardi     | Włochy        | 3   | 0,72    | 1:55,08 |       |
| brąz   | Steven Kent          | Nowa Zelandia | 5   | 0,65    | 1:55,21 |       |
| 4      | Sasha Andrea Bartolo | Włochy        | 6   | 0,68    | 1:57,99 |       |
| 5      | Adam Dubiel          | Polska        | 2   | 0,71    | 1:59,16 |       |
| 6      | Andrew Trembath      | Nowa Zelandia | 1   | 0,66    | 1:59,67 |       |
| 7      | Suguru Ando          | Japonia       | 7   | 0,66    | 1:59,81 |       |
| 8      | Thomas Vilaceca      | Francja       | 8   | 0,64    | 2:06,52 |       |